# Shuttle run test
De shuttle run test, ook wel piepjestest of beeptest genoemd, is een test om de conditie van een persoon in te schatten. Door de mogelijkheid om met weinig materiaal en ruimte grote groepen te kunnen testen, wordt deze test vaak gebruikt.

## Geschiedenis
Een voorloper van de shuttle run test werd in 1980 ontwikkeld door de Canadese sportwetenschappers Luc Léger en Robert Boucher aan de Universiteit van Montreal. Deze voorloper was een test met intervals, maar zonder het heen-en-weer-lopen waarvoor de shuttle run test gekend is. In 1982 ontwikkelden Léger en Jean Lambert wat nu gekend is als de shuttle run test. Initieel werd deze uitgevoerd met trappen van twee minuten, in 1988 werd dit verfijnd naar één minuut.
De wetenschappers noemden de test in eerste instantie The University of Montreal Track Test. Door het piepgeluid waarmee de test werkt, werd de test echter al snel bekend als beep test. Buiten deze twee namen zijn er heel wat synoniemen voor de test, waaronder (20 m) shuttle run test, PACER-test, Léger-test, bleep test en multi-stage fitness test.

## Opzet
Bij de shuttle run test wordt er tussen 2 lijnen heen en weer gelopen. Dit gebeurt vaak in een turnzaal. Deze lijnen liggen 20 meter uit elkaar. In de test worden piepgeluiden, die afgespeeld worden op een geluidsdrager, gebruikt, die aangeven wanneer gekeerd moet worden. De test werkt met zogeheten trappen. Elke minuut wordt er één trap afgewerkt. Het nummer van elke trap wordt hierbij afgeroepen op de geluidsdrager. De test start tegen 8 of 8,5 km/h en bij elke nieuwe trap gaat het tempo met 0,5 km/h omhoog doordat het piepgeluid sneller komt. Wanneer de 20 meterlijn niet voor de piep bereikt wordt, moet doorgelopen worden om de volgende lijn wel op tijd te bereiken. De test stopt op het moment dat men tweemaal achter elkaar de lijn niet bereikt of niet binnen 3 meter afstand van de 20 meterlijn is.
Afhankelijk van waar en bij wie de test wordt toegepast, kunnen er verschillen zijn in de toegepaste regels. De geluidsband en bijgevolg de startsnelheid en lengte van de trappen kan ook verschillend zijn.

## Doel
Het doel van de shuttle run test is om de conditie van een persoon in te kunnen schatten. Afhankelijk van de trap die men bereikt kan er een uitspraak gedaan worden over de fysieke conditie. Spierkracht en spiercontractiesnelheid spelen ook een rol bij het afzetten aan de lijn. Het melkzuur in de proefpersoon zal zich door het keren sneller vormen dan bij continu hardlopen.

## Toepassing
Deze test wordt vaak ingezet tijdens de lessen lichamelijke opvoeding in Nederland en Vlaanderen. Afhankelijk van de trap die een scholier bereikt, wordt er een cijfer gegeven. Hoe hoger die trap is, hoe hoger het cijfer dat gegeven wordt. Dit cijfer kan verschillen tussen scholen, die vaak gebruikmaken van een tabel.
De test wordt ook weleens uitgevoerd in sportscholen, militaire eenheden, atletiekclubs, of andere sportverenigingen. In sommige gevallen, zoals bij de politie, defensie of bepaalde scheidsrechteropleidingen, moet er verplicht een bepaald niveau op de test behaald worden om het beroep te mogen uitoefenen.

## Trivia
- Het wereldrecord 'meeste deelnemers aan een beeptest' staat op naam van het Army Foundation College uit Harrogate, dat op 14 december 2017 de test uitvoerde met 941 deelnemers.[3]